# 法人
法人（ほうじん、独: juristische Person、仏: personne morale、英: juridical person）は、自然人以外で、法律によって「人」とされているもので、「人」は、権利義務の主体となることができる資格（権利能力）を認められたものである。

## 概説
法人は一定の目的を持つ個人の集団（社団）や一定の目的のために拠出された財産（財団）を意味する。
法人制度には次の役割がある。
- これらを法的に独立した権利主体、行為主体、責任主体として扱うことで、これらの外部関係、内部関係を簡便に処理することが可能となる[2]。
- 集団の構成員の個人財産と法人固有の財産を分離することで団体としての管理運営を可能にすることができる[2]。

法人格取得の意味には学説上の争いがあるが、1.法人の名で権利義務の主体となることが可能となる、2.民事訴訟の当事者能力が認められる、3.法人財産へ民事執行をする場合には法人を名宛人とすることが必要となる、4.構成員個人の債権者は法人の財産には追及できない、5.構成員個人の法人の債権者に対する有限責任などの点が考えられる。しかし、これらの法的効果は法制度や法人の種類によって異なっており（例えば日本の合名会社は法人であるが社員は法人の債権者に対しても無限責任を負っており5の要件を満たさない）、法人格取得の意味を正確に整理することは困難である。
法人制度は古代ローマでは公共機関・自治組織・政治団体など、中世には職能団体や教会財産などが社会的に重要な役割を果たしていた。
現代社会では経済主体としての営利法人が重要な役割を担っている。
このほか非営利組織 (NPO) や非政府組織 (NGO) などの活動も活発になっている。

## 法人の本質
法人の本質は19世紀以来の法学界（特にドイツ）の大きな論争のテーマであった。法人の本質には、種種の学説がある。
法人擬制説
法人擬制説（ほうじんぎせいせつ）は、もともと法的主体は1人1人の個人だけで、法人は法によって個人を擬制していると考える。
法人実在説
法人実在説（ほうじんじつざいせつ）は、個人のほかにも社会的になくてはならないものとして活動する団体があり、その団体は法的主体であると考える。
各説は平面的に対立する関係にないと考えられ、現代的意味は失われている。

## 法人の種類

### 公法人と私法人
憲法や行政法などの公法規範により機構や権限が定められた法人を公法人、私法上の法人を私法人、とそれぞれ称する。公法人と私法人の区別は理論的な区別にとどまり、現代では区別の実益が非常に小さい。

### 内国法人と外国法人
国内法によって設立された法人を内国法人、外国法によって設立された法人を外国法人、法人税法上は本店または主たる事務所が国内にある法人を内国法人、それ以外を外国法人、とそれぞれ称する。

### 社団法人と財団法人
人々の結合（人間の団体）としての社団を基礎とする法人を社団法人、特定の目的のために拠出された財産（財産の集合体）を基礎とする法人を財団法人、とそれぞれ称する。人々の団体的結合である社団法人は組合契約と連続性があり、特別な財産の管理を目的とする財団法人は信託契約と連続性がある。

### 営利法人と非営利法人
営利法人は、物質的利益を法人の構成員に分配することが認められている法人である。それ以外の法人が非営利法人であり、法人が物質的利益を得る活動をしても法人の構成員に分配しない限りは営利とは言えない。
ドイツでは営利を目的とするか営利を目的としないかで法人を二種類に分けて規律している。
便宜的に「営利法人」と「公益法人」に分類されることがあるが、営利性の有無と公益性の有無は本来次元の異なるものである。公益法人の「公益」は不特定多数の利益を図ることである。
日本では明治時代に制定された民法が公益法人と営利法人に分け、さらに営利を目的としないもののうち公益に関するものだけが社団法人として法人格を取得できるとしていたため、営利を目的としないがもっぱら構成員の利益を図ることを目的として設立される団体（同窓会やクラブなど）は法人格を取得できなかった。この問題を改善するため、2002年に中間法人法、さらに2006年に一般社団法人及び一般財団法人に関する法律が制定された。

## 法人格付与の諸主義
結社の自由の保障の下でも、いかなる社会的団体に法人格を付与するか法人格付与の形態及び法人格の承認方法は立法政策に基づいて判断される。
- 法人法定主義
法人は法律に基づいて設立されるとする主義[11]。法律上一定の範囲の者に対して設立を強制する場合を強制主義と称すが、法人格取得の要件による分類とは関係がなく以下のほとんどと結合しうる[12]。
  - 特許主義
特許主義とは、特に重要な政府系法人などで国の行為（特別法の制定など）によって法人の設立を認める方式[13][10]。
  - 許可主義
許可主義とは、法律に定める要件を具備している場合に主務官庁の許可（自由裁量）によって法人の設立を認める方式[13][10]。
  - 認可主義
認可主義とは、法律に定める要件を具備しているかを主務官庁が認可（法規裁量）して法人の設立を認める方式[13][14]。主務官庁の裁量の余地はほとんどないが、要件が抽象的であり主務官庁の裁量が働く場合があるもの[14]。
  - 認証主義
認証主義とは、法律に定める要件を具備しているかを主務官庁が確認して法人の設立を認める方式であり、主務官庁の裁量がほとんどないもの[10]。
  - 準則主義
準則主義とは、法律に定める要件（特に組織に関する要件）を具備していれば、行政庁の認可や許可を要せずに当然に法人の設立を認める方式[13][14]。
  - 当然設立主義
当然設立主義とは、法律に定める状態になれば形式的手続を経ずに当然に法人と認める方式[14]。
- 自由設立主義
一定の要件が備えれば当然に法人の設立を認める方式[13]。スイス民法60条は非営利社団法人の設立に自由設立主義を採用している[11]。日本では採用されていない[13]。法人の存在が争われた場合に要件が充たされているかどうか判断する必要があり厄介な問題になると指摘されている[13]。

## 法人の能力

### 権利能力
法人には権利能力が認められるがその範囲が問題となる。

#### 性質上の制限
自然人に特有の性別・年齢・親族（結婚や養子など）などの権利義務は法人には発生しない。法人には生命権や肖像権などは観念できない。通説では法人にも名誉権はあるので名誉毀損が成立するとしているが、端的に法人に対する損害の発生の問題として処理すべき説もある。
法人は「生存する個人」（個人情報保護法2条1項）ではないので個人情報保護法の保護適用対象とならない。その役職員については生存する個人として扱われる。

#### 法令上の制限
法人格は法令によって認められたものである。法人の能力は法令による制限を受ける。

#### 目的上の制限
法人は一定の目的をもって人為的に形成される組織体であり能力は定款で定める目的に制限される
日本の民法は、法人の権利能力に対しては極めて謙抑的な態度をとり、民法第34条において「法人は、法令の規定に従い、定款その他の基本約款で定められた目的の範囲内において、権利を有し、義務を負う」と規定している。これは、英米法におけるUltra Viresの法理によるものである。判例は、同条の「目的の範囲」を柔軟に解釈している。 八幡製鉄事件の判決では、定款に定めた目的の範囲内で権利能力があるが、目的の範囲内とは、明示されたものだけではなく、定款の目的を遂行するのに必要ならすべての行為が含まれるとした。

### 行為能力
法人擬制説と法人実在説で結論が異なる。法人擬制説では、法人とは法が特に擬制した権利義務の帰属点に過ぎないから、行為能力を認める必要はなく、代理人たる理事の行為の効果が法人に帰属する構成をとる。対して、法人実在説では、法人は自ら意思を持ち、それに従い行為するのであり、法人の行為能力が認められる。

## 法人の消滅
法人が解散しても一挙に法人格が失われるわけではなく法律関係の後始末として清算手続がある。
法人の解散は清算手続の開始を確定させることを指す。解散した清算中の会社も一定の制限のもとで法人格は有しており、法人格は清算の結了によって消滅する。